# Avinu Malkenu
Avinu Malkenu é o terceiro álbum de estúdio do cantor Leonardo Gonçalves, sendo o primeiro do cantor totalmente em hebraico e pela Sony Music, lançado em 2010. Contém 12 faixas.

## Lançamento e recepção
| Críticas profissionais | Críticas profissionais |
| Avaliações da crítica  | Avaliações da crítica  |
| Fonte                  | Avaliação              |
| ---------------------- | ---------------------- |
| Super Gospel           | [ 3 ]                  |

Avinu Malkenu foi lançado em setembro de 2010 pela gravadora Sony Music Brasil. O projeto recebeu pouca avaliação da mídia especializada, especialmente pela temática e fator linguístico do álbum. No entanto, o álbum ainda chegou a receber uma avaliação favorável. Em 2019, foi eleito pelo Super Gospel o 49º melhor álbum da década de 2010.

## Faixas
| N.º            | Título                       | Duração |  |
| 1.             | "Avinu Malkenu"              | 05:06   |  |
| 2.             | "Adon Olam"                  | 05:12   |  |
| 3.             | "Avinu Shebashamayim"        | 02:35   |  |
| 4.             | "Yerushalayim Shel Zahav"    | 04:50   |  |
| 5.             | "Od Yishama"                 | 04:06   |  |
| 6.             | "I'shana habaa"              | 03:46   |  |
| 7.             | "I'cha Dodi"                 | 05:14   |  |
| 8.             | "Savlanutam Shel Hakedoshim" | 02:04   |  |
| 9.             | "V'haer Enenu"               | 03:28   |  |
| 10.            | "Nachamu, Nachamu"           | 04:32   |  |
| 11.            | "Mimmayne Hayesua"           | 02:47   |  |
| 12.            | "Osse Shalom"                | 02:58   |  |
| Duração total: | Duração total:               | 46:43   |  |